# بک‌لش (۲۰۰۹)
بک‌لش (به انگلیسی: Backlash) یک رویداد غیر رایگان در کشتی حرفه‌ای است که توسط کمپانی دبلیودبلیوئی تهیه می‌شود و این دوره‌اش هم در ۲۶ آوریل ۲۰۰۹ و در مجموعه ورزشی دانکین دونات سنتر شهر پراویدنس ایالت رود آیلند برگزار شد. این رویداد یازدهمین رویداد با نام بک‌لش است و شرکت‌کنندگانش از برند را، اسمک‌داون و ای سی دبلیو می‌باشند.

این رویداد شامل هفت مسابقه می‌باشد. در مهمترین مسابقه اج (کشتی‌گیر) توانست در یک مسابقه آخرین فرد باقی‌مانده جان سینا را شکست دهد و قهرمانی سنگین‌وزن جهان (دبلیو دبلیو ای) را از آن خود کند. رندی اورتن در یک مسابقه شش نفره گروهی توانست قهرمان کمربند دبلیودبلیوئی قهرمانی جهان شود. همچنین جف هاردی توانست مت هاردی را در یک مسابقه پیروزی فقط با تسلیم کردن شکست دهد.

این رویداد ۱۸۲٬۰۰۰ فروش رفت.

## نتایج
| # | نتایج                                                                                        | نوع مسابقه                                                             | مدت زمان |
| --- | -------------------------------------------------------------------------------------------- | ---------------------------------------------------------------------- | -------- |
| ۱D | کوفی کینگستون پیروز مقابل دولف زیگلر                                                         | مسابقه تک به تک                                                        | نامشخص   |
| ۲ | کریسچن پیروز مقابل جک سوئگر (c)                                                              | مسابقه تک به تک برای قهرمان سنگین وزن جهان ای سی دبلیو                 | ۱۱:۰۱    |
| ۳ | کریس جریکو پیروز مقابل ریکی استیمبوت                                                         | مسابقه تک به تک                                                        | ۱۲:۳۲    |
| ۴ | کین پیروز مقابل سی‌ام پانک                                                                    | مسابقه تک به تک                                                        | ۰۹:۲۵    |
| ۵ | جف هاردی پیروز مقابل مت هاردی                                                                | مسابقه من تسلیمم                                                       | ۱۹:۰۸    |
| ۶ | سانتینو مارلا (c) پیروز مقابل بث فینیکس (همراه رزا مندز)                                     | مسابقه تک به تک برای عنوان بانوی رسلمنیا                               | ۰۰:۰۳    |
| ۷ | رندی اورتن، کودی رودز و تد دیبیاسی جونیور پیروز مقابل تریپل اچ (c)، دیوید باتیستا و شین مک‌من | مسابقه شش نفره گروهی برای کمربند دبلیودبلیوئی قهرمانی جهان             | ۲۲:۵۰    |
| ۸ | اج (کشتی‌گیر) پیروز مقابل جان سینا (c)                                                        | مسابقه آخرین فرد باقی‌مانده برای قهرمانی سنگین‌وزن جهان (دبلیو دبلیو ای) | ۲۸:۲۶    |
| - (c) – نشان‌دهنده قهرمان(هایی) است که به میدان می‌روند - D – نشان‌دهنده این است که مسابقه یک دارک‌مچ بوده است. |                                                                                              |                                                                        |          |